# ثلاث مقالات عن الدين
ثلاث مقالات عن الدين: الطبيعة، فائدة الدين، والإيمان هو كتاب للفيلسوف الإنجليزي جون ستيوارت ميل، نشرته بعد وفاته ابنة زوجته هيلين تايلور، التي كتبت أيضًا المقدمة. يتكون من ثلاث مقالات: «الطبيعة» و «فائدة الدين» كُتبت كلتاهما بين عامي 1850 و 1858، بينما تم تأليف «الإيمان» بين عامي 1868 و 1870. ينتقد الكتاب الآراء الدينية التقليدية، وبدلاً من ذلك يدعو إلى «دين الإنسانية».

## مقالات

### الطبيعة
في هذا المقال، يجادل ميل بفكرة أن أخلاقية الفعل يمكن الحكم عليها سواء كانت طبيعية أم غير طبيعية. ثم يضع المفهومين الرئيسيين للطبيعة:
1. نظام الأشياء بأكمله.
2. الأشياء كما هي، بصرف النظر عن التدخل البشري.

يجادل ميل بأنه لا يوجد تعريف يشير إلى أن الطبيعة يمكن أن تكون مصدرًا للتوجيه الأخلاقي.

### فائدة الدين
يؤكد هذا المقال أن الدين الخارق للطبيعة يتميز بالدين غير الخارق للطبيعة، من حيث أنه يمنح الناس الأمل في أن تستمر الحياة بعد الموت. على الرغم من ذلك، يشك ميل في استغلال الأشخاص الذين يسعون للنجاة من وفاتهم.

### الإيمان
في المقالة الأخيرة للكتاب، يستكشف ميل عددًا من الحجج لوجود الله، باستخدام منهجية قائمة على الأدلة. يجادل بأنه يجب «مراجعة الدين باعتباره سؤالًا علميًا بحتًا» ويجب اختباره بنفس الطريقة التي يتم بها فحص الأسئلة الأخرى في العلوم. استنادًا إلى نهجه، يجادل ميل بأن التوحيد أفضل من تعدد الآلهة، على الرغم من أن هذا لا يعني بالضرورة أن التوحيد هو الأصح.